# Make It Rain Champagne
«Make It Rain Champagne» (с англ. — «Сделай дождь из шампанского!») — песня украинского певца Андрея Данилко, записанная им в образе Верки Сердючки в 2019 году. Авторами песни и продюсерами стали шведские музыканты Андреас Эрн и Питер Бострём.
Песня была выпущена 13 декабря 2019 года в качестве лид-сингла в поддержку мини-альбома Sexy, релиз которого состоялся в сентябре 2020 года. Песня имела успех у слушателей, даже вошла в первую десятку украинского чарта Tophit.
На 10-й юбилейной премии YUNA песня одержала победу в категории «Лучшая песня на иностранном языке». На премии Музыкальная платформа песня была признана одной из лучших в 2021 году.

## Концертные исполнения
Верка Сердючка исполнила песню впервые 26 декабря 2019 года в эфире программы «Вечер премьер с Екатериной Осадчей». Также живые выступления с песней состоялось на программе «X-Фактор» и на финале Национального отбора Украины на «Евровидение».

## Отзывы критиков
Алексей Мажаев из InterMedia заявил, что в «Make It Rain Champagne» Верка насильно ввергает всех в праздничное состояние, дежурно, но настойчиво призывая слушателей устроить дождь из шампанского. Песня, самая отшлифованная и мейнстримная из всех, связывает воедино так много музыкальных и лирических тем, которые приходили раньше. Уильям Ли Адамс из Wiwibloggs писал, что песня самая отшлифованная и мейнстримная из всех в альбоме. Также по его мнению, шампанское символизирует не просто игристое вино, а жизнеутверждающий дух Сердючки и философию сделать каждый момент запоминающимся.

## Чарты

### Еженедельные чарты
| Чарт (2020)                | Высшая позиция |
| -------------------------- | -------------- |
| Киев (Tophit)              | 16             |
| СНГ (TopHit)               | 98             |
| Украина (FDR топ 40)       | 15             |
| Украина (FDR Dance топ 20) | 9              |
| Украина (FDR UA топ 20)    | 7              |
| Украина (TopHit)           | 7              |

### Годовые чарты
| Чарт (2020)      | Позиция |
| ---------------- | ------- |
| Киев (Tophit)    | 181     |
| Украина (Tophit) | 104     |